# Predigtstuhl (Vorderer Bayerischer Wald)
Der  Predigtstuhl ist ein 1024 m ü. NHN hoher Berg im Vorderen Bayerischen Wald, im bewaldeten Kamm zwischen dem Pröller (1049 m) und dem Hirschenstein (1095 m) hoch über dem Donautal mit Bogen.
Der Predigtstuhl ist ein beliebter Wanderberg, es führen mehrere Wege von St. Englmar oder Kollnburg zum höchsten Punkt und der Europäische Fernwanderweg E8 verläuft über den Gipfel. Im Winter gehört er zum Skigebiet um Sankt Englmar, das auch den benachbarten Pröller mit einschließt und zu den bedeutendsten im Bayerischen Wald zählt.

## Skigebiet
Am Predigtstuhl gibt es zwei Skigebiete, die Predigtstuhl Arena (Eigenschreibweise Predigtstuhl ARENA) und die Markbuchenlifte, diese Skigebiete gehören nicht einem gemeinsamen Tarifbund an. Die Hauptpiste der Predigtstuhl Arena ist mit einer Beschneiungs- und einer Flutlichtanlage ausgestattet.